# حصار بابنوسة
حصار بابنوسة هو حصار حصل على مدينة بابنوسة خلال الحرب في السودان. وقد بدأ الحصار عندما اندلع القتال بين قوات الدعم السريع والقوات المسلحة السودانية في 22 يناير/كانون الثاني 2024.

## الخلفية
في 13 يناير 2024، شنت القوات المسلحة السودانية غارات جوية على مدينة التيبون القريبة. وردًا على ذلك، حشدت قوات الدعم السريع قوات كبيرة في اتجاهات مختلفة حول بابنوسة، بما في ذلك في التيبون، وساموع في الجنوب الغربي، والمجلد في الجنوب.

## الخط الزمني
في 22 يناير 2024، بدأ هجوم قوات الدعم السريع بهدف السيطرة على مقر فرقة المشاة 22 في بابنوسة غرب كردفان.
سار الهجوم الأولي بشكل جيد بالنسبة لقوات الدعم السريع، حيث استولت على العديد من مراكز الشرطة ونشرت أيضًا مقاطع فيديو لها داخل مقر فرقة المشاة 22، في إشارة إلى الاستيلاء عليها. نجحت محاولات الهجوم المضاد اللاحقة من القوات المسلحة السودانية واستطاعت طرد قوات الدعم السريع من المقر.
كما أدى الحصار إلى تفاقم الأزمة الإنسانية الأليمة بالفعل في السودان، مما أدى إلى نزوح 45,000 شخص آخر.